# 野仲イサオ
野仲 イサオ（のなか いさお、旧芸名；野仲 功、1959年4月10日 - ）は、大分県出身の男性俳優。大分県立大分上野丘高校卒業。株式会社まんてんぼし所属。

## 人物・来歴
大学演劇研究会から演劇の世界へ入る（同期は第三エロチカ主宰の川村毅、2期上には柴田理恵、一期下には有薗芳記がいる）。
劇団青年座研究所を経て、番衆プロ、のちに劇団文化座に移籍。
東京サンシャインボーイズの公演にレギュラー出演していたが、あくまで客演であり、所属はしていない。なお、映像での三谷幸喜作品にも常連出演している。
西村まさ彦とは交流がある。
2009年、50歳にして初めて本格ミュージカル『サンデイ イン ザ パーク ウィズ ジョージ』（宮本亜門演出）に出演。新境地を開く。

## 出演

### テレビドラマ

#### NHK
- 大河ドラマ
  - 春の波涛（1985年）
  - 徳川慶喜（1998年） - 杉浦梅潭 役
  - 新選組!（2004年） - 池田徳太郎 役
  - 平清盛（2012年） - 多田行綱 役
  - 軍師官兵衛（2014年） - 平吉 役
  - 鎌倉殿の13人（2022年） - 二階堂行政 役
- 女にも七人の敵（1996年）

#### 日本テレビ系
- 誇りの報酬 第11話「子供が誘拐された」（1985年、東宝） - 山下 役
- あぶない刑事 第5話「襲撃」（1986年、セントラル・アーツ） - 中沢信也 役
- 金田一少年の事件簿「首無村殺人事件」（1995年） - 柊兼春 役
- 行け行けイケメン!（2000年）
- 身辺警護（2002年） - 南部刑事 役
- 警視庁鑑識班2004 第5話「ユリの毒が刺す年下の男を抱く女の純愛」- 刑事課長・武部 役
- ぼくの魔法使い（2003年）
- 働きマン（2007年）
- ごくせん 卒業スペシャル（2009年）
- サムライ・ハイスクール（2009年） - 松田 役
- アイシテル〜海容〜（2009年）
- 美咲ナンバーワン!! 第4話（2011年2月2日） - 鈴木正 役
- 逃亡医F 第4話（2022年2月5日） - 警官 役

#### TBS系
・君と出逢ってから　(1996年・TBS) 11〜12話
　　戸川誠二の部下  役
- ウルトラマンネクサス（2004年） - 広川武雄 役
- 怒れ！求馬シリーズ - 半田伝八 役
  - 第1作（1997年）
  - 第2作（1999年）
  - 大江戸を駆ける（2000年）
- 池袋ウエストゲートパーク（2000年）
- こちら本池上署（2002年） - 山岸節夫 役
- プリティガール（2002年） - アンドリュー警備員 役
- 愛するために愛されたい（2003年）
- コスメの魔法（2004 - 2005年） - 杉原部長 役
- ボイスレコーダー（2005年）
- 月曜ゴールデン （TBS）
  - 税務調査官・窓際太郎の事件簿18（2009年4月20日） - 名古屋国税局査察官 役
  - 新・示談交渉人 裏ファイル2（2012年8月13日）
- 水戸黄門 第43部 第8話「狙われたもてなしの宿 -浜松-」（2011年8月22日） - 喜助 役

#### フジテレビ系
- 王様のレストラン（1995年） - 馬場 役
- 世にも奇妙な物語 「友子の長い夜」（1995年） - 田口先生
- 古畑任三郎シリーズ
  - 第2シーズン「間違えられた男」（1996年） - タクシーの運転手 役
  - スペシャル「古畑任三郎 vs SMAP」（1999年） - 松阪監督 役
  - 第3シーズン「若旦那の犯罪」（1999年） - 松阪監督 役
  - 第3シーズン「絶対音感殺人事件」（1999年） - 松阪監督 役
- いいひと。（1997年）
- 踊る大捜査線シリーズ - 中野役
  - 踊る大捜査線 歳末特別警戒スペシャル（1997年）
  - 湾岸署婦警物語 初夏の交通安全スペシャル（1998年）
- 金曜エンタテイメント 大家族デカ2（1998年） - 大熊警部
- アンティーク 〜西洋骨董洋菓子店〜（2001年） - 佐伯記者 役
- さよなら、小津先生（2001年）
- 人にやさしく（2002年） - 佐々木 役
- TEAM4（2003年）
- HR（2004年）
- 離婚弁護士（2004年）
- 徳川綱吉 イヌと呼ばれた男（2004年）
- HERO（2006年）
- 不毛地帯（2009年） - 総会屋 役
- チーム・バチスタ2 ジェネラル・ルージュの凱旋（2010年） - 橋本将史
- 悪魔の弁護人・御子柴礼司 〜贖罪の奏鳴曲〜（2020年） ‐ 園部謙造
- 院内警察 第4話・第5話（2024年） - 須賀直哉

#### テレビ朝日系
- 時空戦士スピルバン 第6話「戦闘生物のふしぎ細胞」（1986年） - 警備員
- ザ・ハングマンV 第26話「アベック強盗が海外逃亡を夢見た！」（1986年） - 小杉の部下
- 名探偵保健室のオバさん（1997年）
- ああ探偵事務所（2004年）
- 相棒シリーズ
  - season7 第10話「ノアの方舟〜聖夜の大停電は殺人招待状！」（2009年） - 根津秀雄 役
  - season14 第13話「伊丹刑事の失職」（2016年） - 柏田隆弘 役
  - season18 第19話「突破口」（2020年） ‐ 竹田晴彦 役
- 必殺仕事人2009（2009年）
- 遺留捜査（2013年） - 松井健太 役
- スペシャリスト (テレビドラマ)（2015年） - 柳瀬功治 役
- 仮面ライダーゴースト（2016年） - 片桐ユウイチ / グリム 役
- 日曜ワイド 「特殊犯罪課・花島渉2」（2017年） - 寺本武人 役
- 科捜研の女（2018年） ‐ 沼岸悟 役
- 刑事7人（2018年） - 望月幹夫 役
- 特捜9 Season3（2020年） ‐ 山本誠一
- リエゾン -こどものこころ診療所-（2023年） ‐ 岩崎教授 役

#### テレビ東京系
- 逃亡者 おりん 第2話（2006年、テレビ東京） - 大貫八兵衛 役
- 水曜ミステリー9
  - さすらい署長 風間昭平7（2007年） - 舟木刑事 役
- 最上の命医 第2話（2011年） - 少女の父親 役

### 映画
- 人妻コレクター（1985年）
- 美姉妹肉奴隷（1986年）
- 拷問貴婦人（1987年、小水一男監督）- 吉田　役
- スペーストラベラーズ（2000年）
- 踊る大捜査線シリーズ - 中野 役
  - 踊る大捜査線 THE MOVIE
  - 踊る大捜査線 THE MOVIE 2 レインボーブリッジを封鎖せよ!
  - 踊る大捜査線 THE MOVIE3 ヤツらを解放せよ!
- ガメラ3 邪神覚醒
- フィッシュストーリー
- シン・ゴジラ（2016年） - 檜山勝秀[1]

### 舞台
- アマデウス（松竹）
- 千羽鶴（文化座）
- 切られの仙太（文化座）
- ハブの子タラー（文化座）
- 三婆（文化座）
- 寒鴨（文化座）
- その人を知らず（文化座）
- 橋物語（新劇団協議会）
- 赤きくちびるあせぬまに（文化座）
- アラビア・フェリックス（青年座スタジオ公演）
- もはやこれまで（東京サンシャインボーイズ）
- なにもそこまで（東京サンシャインボーイズ）
- ラヂオの時間（東京サンシャインボーイズ）
- 12人の優しい日本人（東京サンシャインボーイズ）
- 彦馬がゆく（東京サンシャインボーイズ）
- ショー・マスト・ゴー・オン〜幕をおろすな（東京サンシャインボーイズ）
- 罠（東京サンシャインボーイズ）
- ダンサー（ミズノスポーツ）
- 美輪版 椿姫
- 泪目銀座第10回公演 「これはあけぼの」
- 光の子（クロマニヨン）
- マクベス (J theater)
- TEAM NACS solo project GHOOOOOST!!
- 東京サンシャインボーイズ Returns
- サンデイ イン ザ パーク ウィズ ジョージ（パルコ劇場）
- TEAM NACS solo project ライトフライト〜帰りたい奴ら〜
- 蒙古が襲来（東京サンシャインボーイズ）[2]

### 吹き替え

#### 担当俳優
ヴィニー・ジョーンズ
- S.W.A.T.ユニット571 人質奪還作戦（2015年、ルゥ）
- コードネームBT85 大統領暗殺を阻止せよ!（2016年、マイケル・プライス）
- S.A.S. 特殊空挺部隊 史上最悪の極秘空輸ミッション（2020年、ショーン・ティーグ）

#### 映画
- コールド マウンテン（2017年、ティーグ〈レイ・ウィンストン〉）※Netflix版
- レジェンド・オブ・パール ナーガの真珠（2018年、シュリエ〈サイモン・ヤム〉）
- 弾丸刑事 怒りの奪還（2019年、フランク・“バレット”・マラスコ〈ダニー・トレホ〉[3]）
- ダーク・エンジェル 闇を支配した男（2022年、エンジェル〈ダニー・トレホ〉[4]）

#### ドラマ
- 名探偵ポワロ ※デアゴスティーニ版
  - #7（フォーブス〈ロジャー・ヒューム〉）
  - #13（ピアソン頭取〈アントニー・ベイト〉）
  - #25（マルトラバース（〈イアン・マカロック〉）
  - #54（オールデン〈エリオット・グールド〉）